# Heiðarvatn
Heiðarvatn är en sjö på Island. Dess yta är 7,6 km2.